# Hate Eternal
Hate Eternal est un groupe de death metal américain, originaire de St. Petersburg, en Floride.

## Biographie
Hate Eternal est formé en 1997. Le line-up d'origine se compose de Erik Rutan (guitare et chant), Jared Anderson (basse et chant), Tim Yeung (batterie), et de Doug Cerrito (guitare) ancien membre du groupe Suffocation.
En 2002, Derek Roddy (ayant participé à Nile, Divine Empire et Malevolent Creation) remplace Tim Yeung, et le groupe enregistre son second album, King of All Kings, en tant que trio avec Erik, Jared et Derek. Cet été là, Erik Rutan quitte en bons termes Morbid Angel, étant donné qu'il voulait consacrer plus de temps à Hate Eternal. Ce qui suit est une flopée de tournées internationales promotionnelles pour l'album King of All Kings, ainsi qu'un clip diffusé sur MTV2 dans l'émission Headbangers Ball, intitulé Powers That Be. Jared Anderson quitte le groupe peu après à cause de problèmes de toxicomanie. Randy Piro (un ami de Derek) le remplace au pied levé, et le groupe continue d'avancer. Après avoir achevé leur tournée promotionnelle en décembre 2003, le groupe fait une courte pause. En 2004, Hate Eternal commence à travailler sur le nouvel album succédant à King of All Kings, intitulé I, Monarch. Enregistré au début de l'automne, l'album est finalement commercialisé en juin 2005. Encensé par les critiques et les fans, l'album montre une facette inventive rarement atteinte dans la musique extrême, tout en gardant la vitesse et la brutalité qui est partie intégrante du groupe.
Après une tournée difficile aux États-Unis en été 2005, et après de nombreux problèmes financiers, le groupe annule la tournée européenne, programmée à l'automne. Après avoir passé beaucoup de temps sur des problèmes personnels et avoir rencontré des différences d'intérêt quant à l'orientation du groupe, Derek Roddy annonce son départ de Hate Eternal fin mars 2006. En octobre 2006, l'ancien bassiste et chanteur Jared Anderson décède à l'âge de 30 ans,. Avec des obligations de tournées, Erik Rutan et Randy Piro continuent, et recrutent l'ancien batteur de Dying Fetus, Kevin Talley pour les concerts aux États-Unis au printemps, et Reno Kiilerich pour la tournée européenne. Le 26 juillet 2007, Erik Rutan annonce Jade Simonetto comme étant le batteur permanent du groupe.
Le groupe publie son cinquième album Phoenix Amongst the Ashes en 2011. En octobre 2014, le groupe signe au label Season of mist. En 2014, le groupe recrute le batteur Chason Westmoreland, qui participe à leur sixième album, Infernus, publié le 21 août 2015.
Westmoreland quitte le groupe en octobre 2015 pour des raisons familiales. Le batteur Hannes Grossmann participera à la tournée nord-américaine qui suivra.

## Membres

### Membres actuels
- Erik Rutan - guitare, chant
- JJ Hrubovcak - guitare basse, chant secondaire

### Anciens membres
- Shaune Kelley - guitare
- Jared Anderson - basse, chant
- Randy Piro - basse, chant
- Derek Roddy - batterie
- Jade Simonetto - batterie

### Musiciens de session
- Alex Webster - basse pour la démo promo de 1997 et sur l'album Fury and Flames (2008)
- Doug Cerrito - guitares sur Conquering the Throne (1999)
- Tim Yeung - batterie sur la démo de 1997 et sur Conquering the Throne (1999)
- Kevin Talley - batterie sur la tournée nord-américaine en 2006
- Reno Kiilerich - batterie sur la tournée européenne de 2006[9]
- Katy Decker - session pour Coronach

## Discographie
- 1999 : Conquering the Throne
- 2002 : King of All Kings
- 2005 : I, Monarch
- 2006 : The Perilous Fight
- 2008 : Fury and flames
- 2011 : Phoenix Amongst the Ashes
- 2015 : Infernus
- 2018 : Upon Desolate Sands